# Netti Boleslav
Netti Boleslav, geb. Loewy oder Löwy, verheiratete Cohen (* 1. April 1923 in Jungbunzlau; † 27. Juni 1981 in Tel Aviv), war eine israelische Schriftstellerin, die aus Böhmen stammte. Sie schrieb vor allem deutschsprachige Lyrik.

## Leben
Netti Loewy wurde 1923 in der böhmischen Stadt Jungbunzlau geboren, auf deren tschechischem Namen – Mladá Boleslav – ihr späterer Künstlername beruht. Ihre Eltern waren der orthodoxe Rabbi Ephraim Loewy (auch Efraim Friedrich Löwy) und seine Frau Josephine (Josefine) Neumann, die außerdem einen jüngeren Sohn hatten. Netti Loewy wuchs zweisprachig in dem Dorf Roudnice auf: zu Hause sprach sie deutsch und in Schule und Bekanntenkreis tschechisch. Sie wurde religiös und relativ restriktiv erzogen. So durfte sie nur mit anderen jüdischen Kindern spielen, was in Kombination mit der Ablehnung durch wohlhabendere Familien zu ihrer Isolation führte. In späteren Jahren hielt sie sich häufig in der Gemeinde Bad Königswart bei Marienbad auf, aus der ihre Mutter stammte und wo ihre Großeltern lebten. Netti Loewy besuchte ein Gymnasium, ihre Schulbildung wurde jedoch durch den weiteren Verlauf der Ereignisse unterbrochen.
Nach der Unterzeichnung des Münchner Abkommens 1938 floh die Familie Loewy vor den Nationalsozialisten nach Prag. Netti Loewy schloss sich dort der zionistischen Bewegung an und trat der Jugendgruppe Blau-Weiß bei. Als im März 1939 die Wehrmacht in Prag einmarschierte, wurde die Situation für ihre Familie existenzbedrohend. Während ihr Vater der Emigration nach Palästina kritisch gegenüberstand, beschloss Netti Loewy diesen Weg zu gehen und besuchte ein Alijah-Vorbereitungslager nahe Brünn. Sie erhielt ein Einwanderungszertifikat und gelangte im April 1939 mit einem Jugendtransport nach Marseille und von dort mit dem Schiff nach Haifa. Ihre Eltern und ihr Bruder versuchten später vergeblich ebenfalls auszureisen. Sie wurden 1942 deportiert und starben im Holocaust. Von Netti Loewys Familie in Böhmen überlebte außer ihr selbst nur eine Schwester der Großmutter die Zeit des Nationalsozialismus.
Nach der Ankunft in Palästina besuchte Netti Loewy bis 1941 die landwirtschaftliche Schule im WIZO-Jugenddorf in Nahalal, was mit für sie ungewohnter harter körperlicher Arbeit verbunden war. 1941 heiratete sie den aus Litauen stammenden Meʾir Cohen (* 1902) und zog mit ihm nach Afula und dann 1948 nach Tel Aviv. Sie bekamen zwei Söhne, zu denen der Journalist und Schriftsteller Daniel Cohen-Sagi (* 1943) gehört.
In den 1950er Jahren begann Netti Boleslav mit dem Verfassen von Gedichten. Sie gehörte zu den wenigen israelischen Autoren, die auf Deutsch schrieben statt auf Hebräisch. Zwar beherrschte sie vier Sprachen, Deutsch blieb ihr jedoch die „liebste und unmittelbarste“, in der sie ihr Vater „erzogen und gelehrt hatte“.  Aufgrund der Hebraisierungspolitik in Israel und Ablehnung des Deutschen als Tätersprache trug diese Entscheidung mit zu Boleslavs Problemen bei, als Schriftstellerin in ihrer neuen Heimat Fuß zu fassen und Kontakte zu knüpfen. Sie besuchte zwar Literaturkurse an der Bar-Ilan-Universität (unter anderem bei Baruch Kurzweil, Professor für hebräische Literatur), die israelische Literaturszene blieb ihr jedoch weitgehend verschlossen. Als sie Ende der 1950er Jahre den israelischen Schriftstellerverband kontaktierte, wurde sie abgewiesen, da sie nicht auf Hebräisch schrieb.
Boleslav beschrieb ihre Empfindungen über die Sprach- und Zugehörigkeitsproblematik wie folgt: „Man hat mir die Muttersprache geraubt / in mir atmet ein Land, / das unterging. / So verwerfe ich mein Schicksal / werfe es auf die Welt / in der ich mich nicht finde. / An jedem Baum leuchtet ein Fragezeichen.“
Ihre Situation verbesserte sich durch Max Brod, der sie förderte und mit seinen Kontakten zu deutschen Verlagen unterstützte. Beginnend mit ihrem Gedicht Das Lied für den unbekannten Geliebten, das 1960 in der Zeit erschien, konnte sie weitere Werke in Zeitschriften wie das Israelitische Wochenblatt in der Schweiz, im Israel-Forum, in den Neuen Deutschen Heften, im Almanach für Literatur und Theologie, in der Zeitschrift Tribüne und in einigen tschechischsprachigen Zeitschriften veröffentlichen. Ihre Gedichte und Erzählungen hatten häufig autobiografischen Charakter, so schrieb sie über ihre Emigration und ihre Eltern. Mehrfach thematisierte sie den Holocaust.
Über Brod kam Netti Boleslav in Kontakt mit Bernhard Doerdelmann, der 1965 in seinem Verlag J.P. Peter ihren ersten Gedichtband Der Weg ist tausend Schlangen weit veröffentlichte. Im gleichen Jahr begann sie auf seinen Vorschlag hin eine Lesereise in der Bundesrepublik Deutschland, die sie jedoch nach Panikattacken abbrach. 1966 unternahm sie nach Einladung des Bayerischen Staatsministeriums weitere Dichterlesungen und besuchte auch Orte ihrer Kindheit in der Tschechoslowakei. Weitere Lesereisen bis in die 1970er Jahre folgten. Ihr Verhältnis zu Deutschland war aufgrund ihrer Erinnerungen an den Nationalsozialismus und die Ermordung ihrer Familie jedoch gespalten und mitunter stellte sie sowohl die Lesungen als auch ihr Schreiben auf Deutsch in Frage.
Boleslavs zweiter Gedichtband Ein Zeichen nach uns im Sand erschien 1972 in der Delpschen Verlagsbuchhandlung. 1975 wurde sie mit dem Kogge-Literatur-Förderpreis der Stadt Minden ausgezeichnet. Sie wurde 1975 Gründungsmitglied des Verbandes deutschsprachiger Schriftsteller Israels und gehörte der Arbeitsgemeinschaft deutschsprachiger Schriftsteller und Journalisten an.
Neben Gedichten und Erzählungen schrieb Boleslav Tagebücher und einen Roman, die von Peter Ettl lektoriert, aber nicht veröffentlicht wurden. Sie übersetzte auch Werke aus dem Tschechischen und Hebräischen ins Deutsche, wozu Gedichte ihres Sohns Daniel Cohen-Sagi gehörten.
Netti Boleslav starb 1981 im Alter von 58 Jahren an Krebs. Ihr Nachlass befindet sich in der Israelischen Nationalbibliothek.

## Veröffentlichungen (Auswahl)
- Der Weg ist tausend Schlangen weit. J. P. Peter, Gebr. Holstein, Rothenburg ob d. Tauber 1965.
- Ein Zeichen nach uns im Sand. Delp, München 1972, ISBN 978-3-7689-0105-5.
- Šedivá ulice. Gedichte – tschechisch. Edition ad Astra Press, Regensburg 1976.